# Gutierre-Muñoz
Gutierre-Muñoz è un comune spagnolo di 128 abitanti situato nella comunità autonoma di Castiglia e León.